# NGC 6662
NGC 6662 est une galaxie spirale barrée située dans la constellation de la Lyre. Sa vitesse par rapport au fond diffus cosmologique est de 5 169 ± 15 km/s, ce qui correspond à une distance de Hubble de 76,2 ± 5,3 Mpc (∼249 millions d'al). NGC 6662 a été découverte par l'astronome français Édouard Stephan en 1883.
La classe de luminosité de NGC 6662 est I-II et elle présente une large raie HI.
À ce jour, deux mesures non basées sur le décalage vers le rouge (redshift) donnent une distance égale à 88,550 ± 0,636 Mpc (∼289 millions d'al), ce qui est à l'extérieur des valeurs de la distance de Hubble. Notons que c'est avec la valeur moyenne des mesures indépendantes, lorsqu'elles existent, que la base de données NASA/IPAC calcule le diamètre d'une galaxie et qu'en conséquence le diamètre de NGC 6662 pourrait être d'environ 39,0 kpc (∼127 000 al) si on utilisait la distance de Hubble pour le calculer.